# Hiroyuki Yoshida
Hiroyuki Yoshida (født 25. november 1969) er en tidligere japansk fodboldspiller.
Han har spillet for flere forskellige klubber i sin karriere, herunder Júbilo Iwata.